# Na tytoniowym szlaku
Na tytoniowym szlaku (ang. Tobacco Road) – amerykański film komediowy z 1941 roku w reżyserii Johna Forda. Jego fabuła oparta jest na powieści Erskine'a Caldwella Droga tytoniowa (ang. Tobacco Road).

## Obsada
- Charley Grapewin jako Jeeter Lester
- Marjorie Rambeau jako Bessie Rice
- Gene Tierney jako Ellie May Lester
- William Tracy jako Dude Lester
- Elizabeth Patterson jako Ada Lester
- Dana Andrews jako kapitan Tim Harmon
- Ward Bond jako Lov Bensey
- Grant Mitchell jako George Payne
- Zeffie Tilbury jako Grandma Lester

## Fabuła
W amerykańskim stanie Georgia, na niegdyś dobrze prosperującej farmie położonej przy starym szlaku tytoniowym, mieszka rodzina Lesterów. Jej głową jest nieudacznik Jeeter, który żyje tam razem z żoną Adą i dwójką dzieci: 23-letnią Ellie May oraz przewrażliwionym synem Dude’em, którym ma obsesje na punkcie samochodów. Wspólnie z nimi mieszka jeszcze małomówna matka Jeetera. Z powodu słabych plonów, rodzinie często brakuje jedzenia, więc kiedy pewnego dnia odwiedza ich Lov Bensey, mąż ich córki Pearl (nigdy nie pojawia się ona w filmie), Lesterowie napadają go i kradną mu torbę z rzepą.
Jakiś czas później Jeeter dowiaduje się, że w rodzinne strony ma powrócić kapitan Tim Harmon, w imieniu którego ojciec Lestera zajmował się gospodarstwem. Wierzy też, że udzieli mu on kredytu, dzięki któremu będzie w stanie odnowić gospodarstwo. Pod wpływem entuzjazmu postanawia oczyścić również swoje sumienie i wyznaje kradzież rzepy swojej siostrze Bessie. Wkrótce jednak spotyka Tima i bankiera George’a Payne’a, który wyjaśnia mu, że Tim jest bankrutem, a bank przejął jego ziemię, w tym także tę na której mieszkają Lesterowie. Oznajmia mu też, że za dzierżawę farmy musi teraz płacić sto dolarów rocznie. Zrozpaczonemu Jeeterowi nieoczekiwanie przychodzi z pomocą Bessie, która jakiś czas temu owdowiała, ale twierdzi, że usłyszała głos każący jej poślubić Dude’a, choć dzieli ich spora różnica wieku. Jeeter wiedząc, że jej zmarły mąż zostawił jej znaczną ilość pieniędzy z ubezpieczenia zgadza się ich wyswatać. Jednakże jego plan pożyczenia od niej pieniędzy na czynsz zostaje pokrzyżowany, gdy Bessie wydaje cały spadek na nowy samochód dla Dude’a. Żeby więc zdobyć pieniądze Jeeter prosi ich, by zawieźli go do miasta, by mógł sprzedać drewno opałowe. Ponieważ nie znajduje chętnych, przed drogą powrotną namawia parę, by zatrzymali się na noc w hotelu. W czasie, gdy Dude i Bessie śpią, Jeeter kradnie ich samochód i próbuje sprzedać. Wpada jednak w ręce policji, a auto zostaje zwrócone właścicielom.
Po powrocie do domu, Jeeter razem z Adą przygotowują się do opuszczenia gospodarstwa. W tym samym czasie odwiedza ich Lov, który mówi rodzinie, że Pearl uciekła, żeby pracować w zakładzie bawełnianym. Jeeter przekonuje go więc do zabrania ze sobą Ellie May, a sam z Adą opuszcza farmę. Po drodze spotykają Tima, który choć sam ledwie sobie radzi, płaci bankowi półroczny czynsz za wynajem farmy Lesterów. Daje im też dziesięć dolarów na zakup nasion oraz nawozu. Jeeter obiecuje mu zrobić z nich właściwy użytek, ale gdy tylko Tim odchodzi, mówi żonie, że wkrótce zajmie się realizacją swoich wielkich planów.

## Produkcja
Studia filmowe usiłowały nabyć prawa do ekranizacji powieści Caldwella już od 1933 roku. Zainteresowane nimi były wytwórnie Warner Bros. i RKO Pictures, która zamierzała obsadzić w roli głównej Charlesa Laughtona. W marcu 1940 roku prawa chciała nabyć również Columbia Pictures, jednak ostatecznie w sierpniu tego samego roku zdobyła je 20th Century Fox.
W roli głównej początkowo zamierzano obsadzić Henry’ego Hulla, jednak później ujawniono, że rozważani byli też: Walter Brennan i Henry Fonda. Ostatecznie wybrano Charleya Grapewina. Z kolei reżyserem filmu został John Ford, który usunął ze scenariusza wszystkie religijne aspekty, które mogłyby razić niektórych religijnych widzów i wzbudzać kontrowersje.
Wiele tygodni zajęło Fordowi oraz producentowi Darrylowi F. Zanuckowi skompletowanie odpowiedniej obsady. Najszybciej, bo już w listopadzie 1940 roku, dołączyli do niej Marjorie Rambeau i Gene Tierney. Większość z pozostałych aktorów zostało zaangażowanych do produkcji na miesiąc przed rozpoczęciem zdjęć. Ford osobiście nalegał, żeby w roli Jeetera obsadzić Charleya Grapewina, z którym poprzednio współpracował przy filmie Grona gniewu. Z kolei grający Dude’a, William Tracy musiał przejść na dietę i stracić kilka zębów.
Początkowo zaplanowano, że zdjęcia będą kręcone w Georgii, ale żeby nie wzbudzać kontrowersji, wytwórnia zdecydowała się je przenieść do studia filmowego
Premiera filmu odbyła się 20 lutego 1941 roku. Wbrew obawom wytwórni nie został on ocenzurowany w USA, choć jego rozpowszechnianie z nieznanych powodów zostało zakazane w Australii. Chociaż film otrzymał mieszane recenzje, to ostatecznie odniósł sukces komercyjny.